# Sistemul anglo-saxon de unități

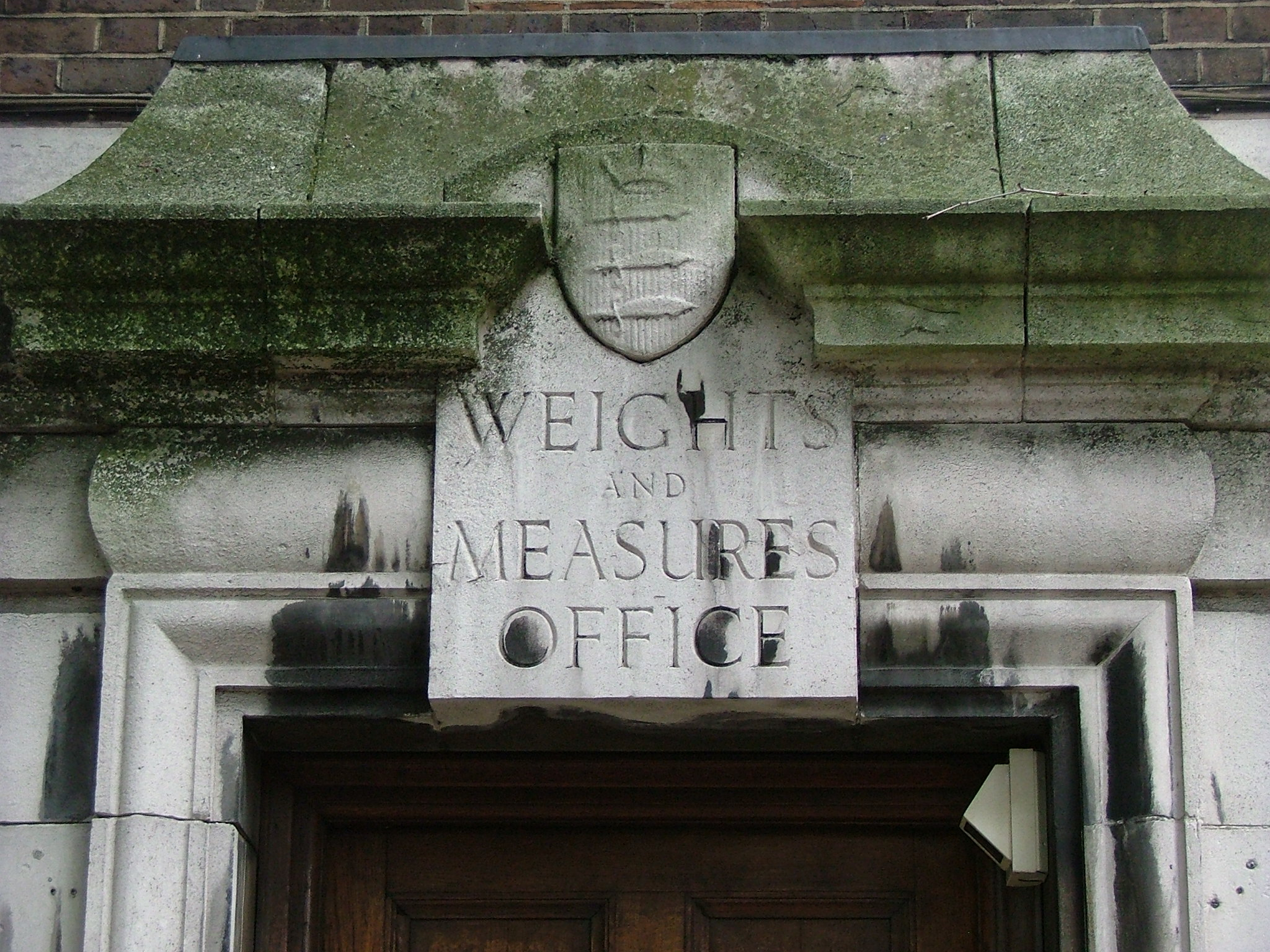
Vechiul birou de măsuri și greutăți din Middlesex.

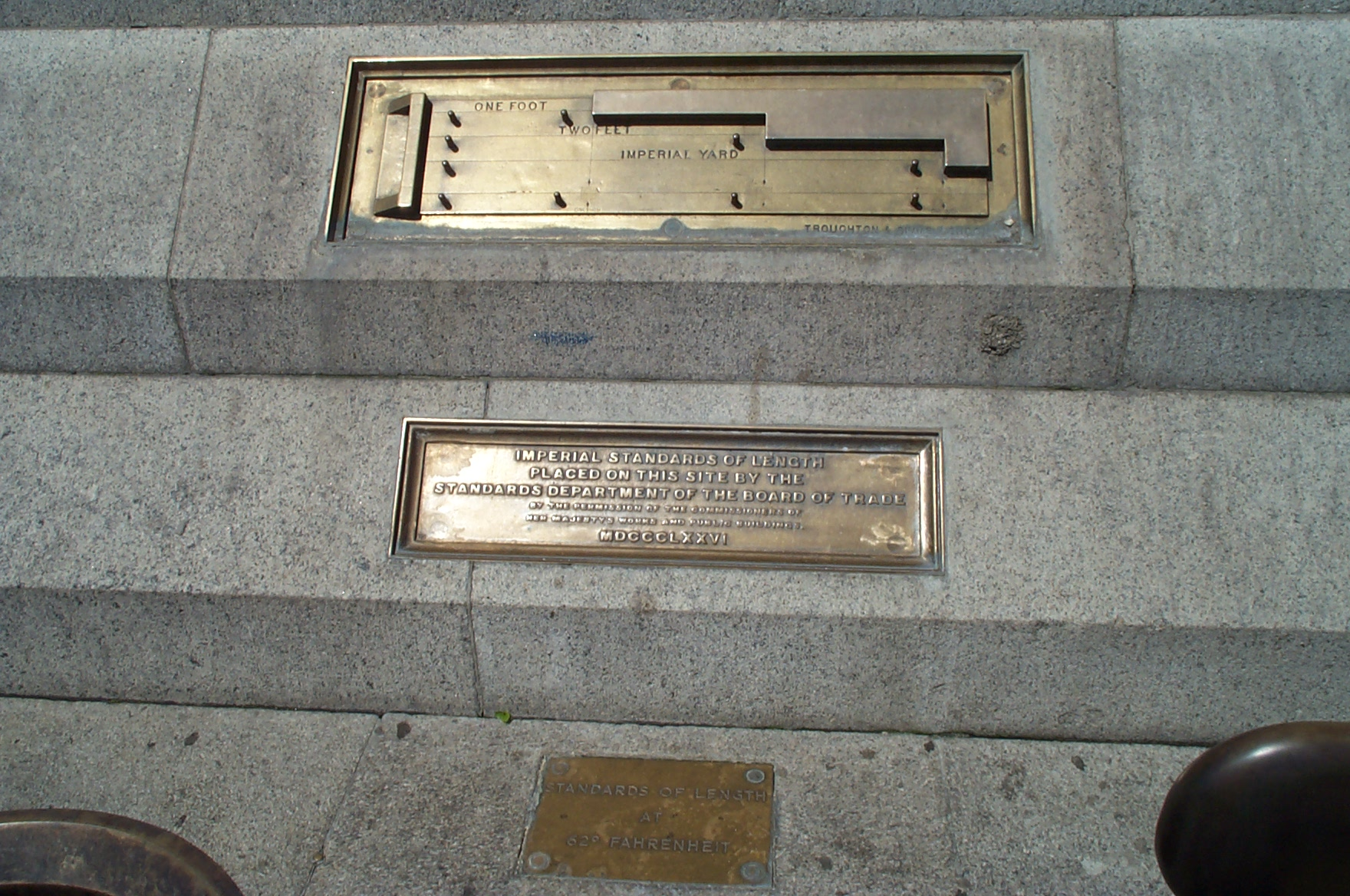
Etalon de lungime în Trafalgar Square la Londra.

După bătălia de la Hastings din 1066, Wilhelm Cuceritorul a introdus un nou sistem de unități de măsură, sistemul anglo-saxon de unități.
Acest sistem de unități a fost confirmat de Magna Carta în 1215 și apoi în 1496, în 1588 și în 1758. Numele de Sistem imperial de unități datează din 1824. Acest sistem era destinat să fie utilizat în tot Imperiul Britanic. Acest sistem a redefinit valorile unităților tradiționale, fără a crea altele noi.
În 1959, Marea Britanie, Statele Unite ale Americii și întregul Commonwealth, din necesitatea de a avea definiții precise, au ajuns la un compromis. Majoritatea unităților sunt actual definite legal în raport cu unitățile Sistemului Internațional de unități.

## Lungime

#### Unități principale
Țolul (inch), piciorul (foot) și mila (statute mile) sunt unități de lungime de uz curent.
Mila marină (nautical mile) internațională este de exact 1852 metri din 1970. Istoric, mila marină engleză era definită ca 6080 de picioare, adică cca. 1853,18 de metri.
|  | un | țol |

| 0, | 025 400 |

|  | un | lănțișor † |

| 0, | 201 168 |

|  | un | picior |

| 0, | 304 800 |

| un | yard |

| 0, | 914 400 |

|  | o | prăjină |

| 5, | 029 200 |

|  | un | lanț |

| 20, | 116 800 |

|  |  | - |

| 201, | 168 000 |

|  | o | milă |

| 1 609, | 344 000 |

|  | o | leghe |

| 4 828, | 032 000 |

† Unități neuzuale în limba română, traducere literală din limba franceză.
 *  În engleză, prăjina perch mai este denumită și „pole” sau „rod”.

#### Unități specifice
În tabelul următor sunt prezentate o serie de unități vechi sau specifice unei anumite meserii. O excepție este punctul tipografic (punct pica), larg folosit în informatică.
Țolul este menționat și aici ca unitate de bază pentru comparație.
|  | un | bob de mac † |

| 0, | 088 194 |

|  | un | punct |

| 0, | 176 388 |

|  | un | punct pica |

| 0, | 352 777 |

|  | un | pica |

| 4, | 233 333 |

|  | un | bob de orz † |

| 8, | 466 666 |

|  | un | deget |

| 19, | 050 000 |

|  | un | palmac |

| 22, | 225 000 |

|  | un | țol |

| 25, | 400 000 |

|  | o | unghie † |

| 57, | 150 000 |

|  |  | - |

| 76, | 200 000 |

|  | un | lat de palmă |

| 101, | 600 000 |

|  |  | - |

| 152, | 400 000 |

|  |  | - |

| 203, | 200 000 |

|  | o | palmă |

| 228, | 600 000 |

|  | un | cot |

| 1 143, | 000 000 |

|  | un | stânjen |

| 1 828, | 800 000 |

† Unități neuzuale în limba română, traducere literală din limba franceză.
Încă o serie de unitîți din industria textilă:
 
1 „spyndle” = 4 „hanks” = 48 „cuts” = 14 400 yarzi.

## Suprafață
|  | un | picior pătrat |

| 929, | 030 4 | cm2 |

|  | un | yard pătrat |

| 0, | 836 1 | m2 |

|  | o | prăjină pătrată |

| 25, | 292 9 | m2 |

|  | o | Feredelă |

| 10, | 117 1 | ari |

|  | un | pogon |

| 0, | 404 7 | ha |

|  | o | milă pătrată |

| 2, | 690 0 | km2 |

## Volum

#### Volume uzuale
|  | 1 US Gill lichid |

| 7, | 21875 |

| 0, | 118 3 |

|  | 1 UK Gill |

| 8, | 66250 |

| 0, | 142 0 |

|  | 1 US pinte lichid |

| 28, | 87500 |

| 0, | 473 2 |

|  | 1 US pinte uscat |

| 33, | 60000 |

| 0, | 550 6 |

|  | 1 UK pinte |

| 34, | 65000 |

| 0, | 567 8 |

|  | 1 US quart lichid |

| 57, | 75000 |

| 0, | 946 4 |

|  | 1 US quart uscat |

| 67, | 20000 |

| 1, | 101 2 |

|  | 1 UK quart |

| 69, | 30000 |

| 1, | 135 6 |

|  | 1 US galon lichid |

| 231, | 00000 |

| 3, | 785 4 |

|  | 1 US galon uscat |

| 268, | 80000 |

| 4, | 404 8 |

|  | 1 UK galon |

| 277, | 20000 |

| 4, | 542 5 |

|  | 1 US peck |

| 537, | 60000 |

| 8, | 809 7 |

|  | 1 UK peck |

| 554, | 40000 |

| 9, | 085 0 |

|  | 1 US boisseau |

| 2150, | 40000 |

| 35, | 238 9 |

|  | 1 UK boisseau |

| 2117, | 60000 |

| 36, | 334 0 |

|  | 1 US Baril |

| 7276, | 50000 |

| 119, | 240 5 |

|  | 1 US Baril de petrol |

| 9702, | 00000 |

| 158, | 984 3 |

|  | 1 UK Baril |

| 9979, | 20000 |

| 163, | 529 8 |

1. Gallonul lichid american este definit drept 231,0 țoli cubici, adică exact 3,785 411 784 litri.
2. Gallonul uscat american este definit drept 268,8 țoli cubici, adică exact 4,404 842 803 2 litri.
3. Gallonul englez este definit drept 277,2 țoli cubici, adică exact 4,542 494 140 8 litri
| Raportul celor patru pinte    | 1 / 64 picioare cubice | Pinta lichidă americană | Pinta uscată americană | Pinta engleză | Echivalența în mililitri |
| Pinta de 1/64 picioare cubice | 1 : 1                  | 77 : 72                 | 56 : 45                | 77 : 60       | 442,450 728 0            |
| Pinta lichidă americană       | 72 : 77                | 1 : 1                   | 64 : 55                | 6 : 5         | 473,176 473 0            |
| Pinta uscată americană        | 45 : 56                | 55 : 64                 | 1 : 1                  | 33 : 32       | 550,605 350 4            |
| Pinta engleză                 | 60 : 77                | 5 : 6                   | 32 : 33                | 1 : 1         | 567,811 767 6            |

Într-un volum de 77 picioare cubice engleze, adică în 2 180, 397 187 584 litri, intră exact:
- 576 galloane lichide americane,
- 495 galloane uscate americane și
- 480 galloane engleze

#### Unitățifarmaceutice
|  | 1 UK minim |

| 231 / | 64000 |

| 0, | 059 |

|  | 1 US minim |

| 231 / | 61440 |

| 0, | 062 |

|  | 1 UK drachme lichid |

| 693 / | 3200 |

| 3, | 549 |

|  | 1 US drachme lichid |

| 693 / | 3072 |

| 3, | 697 |

|  | 1 UK once lichid |

| 693 / | 400 |

| 28, | 391 |

|  | 1 US once lichid |

| 693 / | 384 |

| 29, | 574 |

|  | 1 US pinte lichid |

| 693 / | 24 |

| 473, | 176 |

|  | 1 UK pinte |

| 693 / | 20 |

| 576, | 812 |

## Greutăți
- 1 uncie US (US once) = 28,35 g
- 1 uncie UK (UK once) = 31,103 g
- 1 livră US (US pound) = 0,454 kg
- 1 livră UK (UK pound) = 0,373 kg
- 1 tonă scurtă US (short ton) = 907 kg
- 1 tonă lungă US (long ton) = 1016 kg
- 1 stone US (st) = 6,356 kg

## Temperatură
- gradul Fahrenheit
- gradul Rankine

## Căldură
- British thermal unit (BTU)

## Tabel de conversie
Recomandări:
| Pentru a converti | în           | înmulțește cu |
| ----------------- | ------------ | ------------- |
| centimetri        | picioare     | 0,0328        |
| centimetri        | țoli         | 0,3937        |
| cm³               | țoli³        | 0,061         |
| picioare³         | m³           | 0,0283        |
| grade             | radiani      | 0,0175        |
| picioare          | centimetri   | 30,5          |
| picioare          | metri        | 0,305         |
| galoane           | litri        | 3,785         |
| galoane de apă    | livre de apă | 8,3           |
| grame             | uncii        | 0,035         |
| țoli              | centimetri   | 2,54          |
| kilograme         | livre        | 2,2           |
| kilometri         | picioare     | 3.281,0       |
| kilometri         | mile         | 0,62          |
| noduri            | mile/oră     | 1,15          |
| litri             | galoane      | 0,264         |
| litri             | pinte        | 2,1           |
| metri             | picioare     | 3,28          |
| mile              | kilometri    | 1,61          |
| uncii             | grame        | 28,35         |
| livre             | kilograme    | 0,454         |